# Complesso sanitario militare polacco di Casamassima
Il Complesso sanitario militare polacco di Casamassima, conosciuto anche come Ospedale Polacco, fu edificato nel 1944 a Casamassima e rappresentava il più grande ospedale militare polacco del Mezzogiorno.
Altri ospedali minori sono quelli di Bari e Napoli.

## Storia
Nel 1943 durante la Seconda guerra mondiale sbarcano a Taranto alleati del Secondo Corpo di Spedizione dell'Esercito Polacco, che affluiscono anche nella zona di Mottola, in cui viene insediato il Quartier Generale del II Corpo.
Un fiore all'occhiello del II Corpo sono i numerosi servizi e in modo particolare il servizio di sanità, cui spetta il controllo della salute dei militari. Opera con stazioni mobili, unità chirurgiche campali, unità per trasfusioni, ambulanze campali. Nei posti di medicazione avanzati, vengono trattati i casi più lievi, mentre gli altri feriti passano al posto di medicazione principale e negli ospedali.
La base ospedaliera principale del II Corpo fu predisposta a Casamassima, nell'edificio che oggi ospita la scuola elementare "Marconi" e nell'attuale zona "Padula".
La prima struttura dell’ospedale, che contava fino a 270 donne e volontarie del Servizio ausiliario femminile nel personale, aprì il 4 maggio 1944. La disponibilità di letti nell’ospedale era di circa 1200 unità che, in momenti di emergenza, si allargavano fino a duemila.
Qui giungevano soprattutto centinaia di polacchi feriti in guerra in giro per la Penisola, molti dei quali provenivano dalla Battaglia di Ancona, Battaglia di Bologna e dalla famosa Battaglia di Montecassino. Oltre ai militari, i medici polacchi accoglievano e curavano civili cittadini di Casamassima, senza mai chiedere soldi o favori in cambio.
Tra loro è da ricordare il dottor Marks Tanzer il quale, dopo innumerevoli interventi a favore dei civili, sposò una donna del paese e divenne un cittadino casamassimese.

Molti malati non riuscivano a sopravvivere alle ferite da guerra, per questo il II Corpo insediò a Casamassima il Cimitero militare polacco, primo in Italia. Seguiranno quelli di Montecassino, Bologna e Loreto.

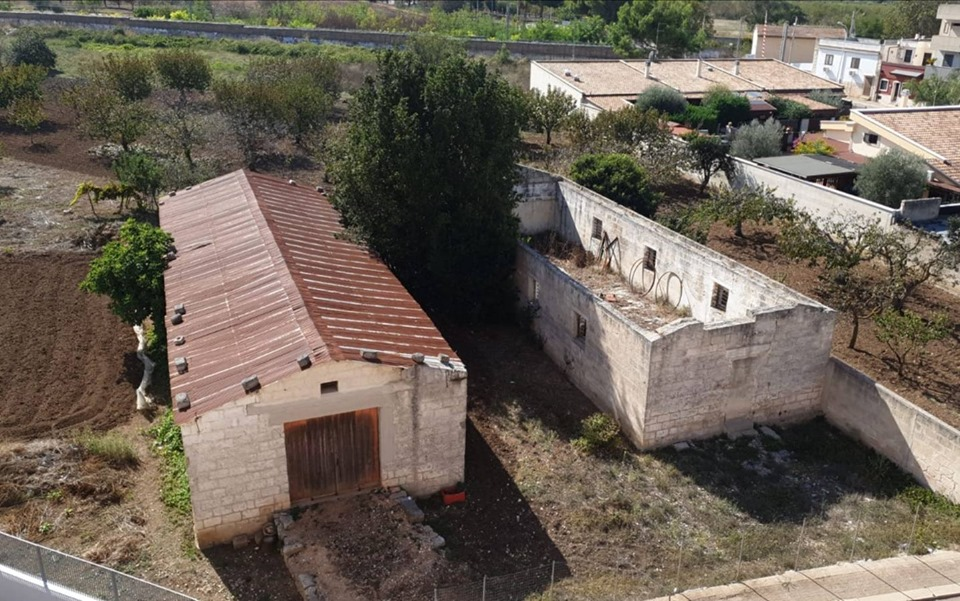
Due capannoni restanti dell'ex ospedale militare polacco di Casamassima, via Grandolfo

Oggi del grande complesso ospedaliero rimane poco di visibile e tangibile: l'ex struttura ospedaliera è divenuta una scuola elementare. Rimangono eretti due capannoni, dei quali vi è l'intenzione di realizzare un museo sulla permanenza dei polacchi in terra di Bari.